# Amaurobius diablo
Amaurobius diablo är en spindelart som beskrevs av Robin Ernest Leech 1972. Amaurobius diablo ingår i släktet Amaurobius och familjen mörkerspindlar. Inga underarter finns listade i Catalogue of Life.